# Mùa bão Đại Tây Dương 2023
Mùa bão Đại Tây Dương 2023 là một sự kiện mà theo đó, các xoáy thuận nhiệt đới, cận nhiệt đới hình thành ở Đại Tây Dương, phía Bắc xích đạo trong năm 2023. Hằng năm mùa bão chủ yếu diễn ra từ khoảng tháng 6 đến tháng 11, trong đó các xoáy thuận nhiệt đới tập trung nhiều nhất vào tháng 9 do môi trường rất thuận lợi như nhiệt độ nước biển nóng nhất trong năm, gió cắt yếu... Có rất ít xoáy thuận nhiệt đới hình thành trong khoảng thời gian từ tháng 12 đến tháng 5 tại đây do môi trường bất lợi để bão có thể phát triển. Tuy nhiên, năm 2023 có xuất hiện bão cận nhiệt đới 01L vào tháng 1, 2023, kể từ bão Alex năm 2016.

## Dòng thời gian
| Thang bão Đại Tây Dương |      |     |    |    |    |    |    |
| TNXTNĐ                  | ATNĐ | BNĐ | C1 | C2 | C3 | C4 | C5 |

## Danh sách bão

### Bão cận nhiệt đới 01L
Vào ngày 16 tháng 1, Trung tâm Dự báo Bão Quốc gia (NHC) đã đưa ra dự báo thời tiết nhiệt đới đặc biệt liên quan đến một vùng áp suất thấp có trung tâm cách Bermuda khoảng 300 dặm (480 km) về phía bắc . NHC lưu ý rằng hoạt động giông bão thể hiện ở mức thấp gần trung tâm của nó nhưng đánh giá khả năng chuyển đổi thành xoáy thuận nhiệt đới hoặc cận nhiệt đới của nó là gần bằng 0%.  Những cơn giông bão này có thể đã phát triển do sự kết hợp giữa vị trí của cơn bão trên Dòng hải lưu Vịnh , nơi nhiệt độ bề mặt biển vào khoảng 68–70 °F (20–21 °C) và không khí lạnh ở trên cao dẫn đến tình trạng bất ổn định khí quyển cao . Trái ngược với dự đoán, một cơn bão cận nhiệt đới đã hình thành vào ngày 16 tháng 1, cách Nantucket , Massachusetts khoảng 345 dặm (555 km) về phía đông nam . Phát triển với sức gió duy trì 60 dặm/giờ (95 km/h), ban đầu hệ thống mạnh lên, đạt cực đại với sức gió duy trì tối đa 70 dặm/giờ (110 km/giờ) vào sớm ngày 17 tháng 1. Lúc 12:45 UTC, nó đổ bộ vào Louisbourg , Nova Scotia, với tư cách là một cơn bão suy yếu, sau đó nhanh chóng trở thành một áp thấp hậu nhiệt đới, trước khi tan qua vùng viễn đông Quebec vào ngày hôm sau.

Không có thiệt hại liên quan đến bão được báo cáo, có thể là do sức gió mạnh nhất của nó vẫn ở ngoài khơi.  Cơn bão cận nhiệt đới nằm trong một hệ thống bão rộng lớn hơn đã mang tuyết rơi xuống các vùng ven biển New England , bao gồm tới 4,5 inch (110 mm) tại các vùng của Massachusetts, với 3,5 inch (89 mm) tuyết tại Boston .  Tại Nova Scotia, cơn bão đã mang theo gió giật gần 68 dặm/giờ (110 km/giờ) tới Đảo Sable .  Hệ thống này được công nhận là cơn bão đầu tiên của mùa vào ngày 11 tháng 5, khi nó được NHC chỉ định là bão cận nhiệt đới, sau khi xem xét dữ liệu thu thập được sau khi vận hành.

### Bão Arlene
Vào ngày 30 tháng 5, NHC bắt đầu theo dõi một khu vực thời tiết bị xáo trộn ở phía đông Vịnh Mexico để phát triển nhiệt đới có thể xảy ra.  Một vùng áp thấp phát triển vào ngày hôm sau.  Hệ thống tổ chức thành Áp thấp nhiệt đới Hai lúc 12:00 UTC ngày 1 tháng 6, trong khi nằm ngoài khơi bờ biển phía tây của Florida.  Những người săn bão đã điều tra áp thấp nhiệt đới vào sáng ngày 2 tháng 6, và xác định rằng nó đã mạnh lên thành bão nhiệt đới Arlene. Di chuyển về phía nam, Arlene vẫn là một cơn bão nhiệt đới nhỏ trong suốt cả ngày với sức gió duy trì 40 dặm/giờ (65 km/giờ). Vào lúc 06:00 UTC ngày 3 tháng 6, nó suy yếu thành áp thấp nhiệt đới. Sáu giờ sau, nó suy thoái thành một mức thấp còn sót lại, rồi sau đó tiêu tan ở phía bắc Cuba.  Arlene đã mang lại lượng mưa 2–6 in (51–152 mm) trên khắp Nam Florida, giúp giảm bớt lo ngại về hạn hán cùng với các trận mưa khác trong tuần đó. 

### Bão Bret
Vào ngày 15 tháng 6, NHC bắt đầu theo dõi một đợt sóng nhiệt đới sắp di chuyển ngoài khơi bờ biển Tây Phi .  Sự xáo trộn trở nên có tổ chức hơn do nhiệt độ mặt nước biển ấm lên và các điều kiện khí quyển thuận lợi.  Vào sáng ngày 19 tháng 6, hệ thống này phát triển thành áp thấp nhiệt đới Three,  và mạnh lên thành bão nhiệt đới Bret vào cuối ngày hôm đó, cách quần đảo Windward phía nam khoảng 1.295 dặm (2.085 km) về phía đông .  Quá trình tăng cường dần dần diễn ra trong vài ngày sau đó khi nó di chuyển về phía tây tới Tiểu Antilles. Những người săn bão đã điều tra Bret vào sáng sớm ngày 22 tháng 6 và phát hiện sức gió liên tục 70 dặm/giờ (110 km/giờ) và áp suất trung tâm là 996 mbar (29,4 inHg).  Ngay sau đó, Bret di chuyển vào một khu vực có độ đứt gió thẳng đứng tăng lên, khiến nó dần suy yếu khi di chuyển qua Tiểu Antilles.  Qua đêm ngày 22–23 tháng 6, nó đi qua ngay phía bắc Barbados và đi thẳng qua St. Vincent .  Tiếp theo, trong những giờ đầu tiên của ngày 24 tháng 6, Bret đi qua phía bắc của Aruba với tư cách là một cơn bão suy yếu chỉ với sự đối lưu tối thiểu xảy ra gần trung tâm của nó,  và tạo thành một rãnh thấp vào cuối ngày hôm đó, gần Bán đảo Guajiracủa Côlômbia .

Bret mang gió giật mạnh và mưa lớn đến Quần đảo Windward, với trung tâm của nó đi qua phía bắc Barbados và trực tiếp qua St. Vincent . Hơn 120 cư dân ở Saint Vincent và Grenadines đã tìm nơi ẩn náu trong các nơi trú ẩn khi các cuộc sơ tán diễn ra gần bờ biển.  Cơn bão đã làm hư hại hoặc phá hủy một số ngôi nhà ở đó. Sân bay quốc tế Hewanorra trên Saint Lucia báo cáo gió giật 69 dặm/giờ (111 km/giờ) lúc 05:00 UTC ngày 23 tháng 6, và các quan chức báo cáo rằng phần lớn lưới điện của hòn đảo đã bị bão đánh sập. 

### Bão Cindy
Vào ngày 18 tháng 6, NHC bắt đầu theo dõi một làn sóng nhiệt đới gần đây đã di chuyển ra khỏi bờ biển Tây Phi,  đã trở nên có tổ chức hơn vào ngày hôm sau.  Mặc dù ban đầu hệ thống gặp khó khăn trong việc tổ chức tốt hơn, nhưng nhìn chung nó ở trong một môi trường có lợi cho sự phát triển,  và được tổ chức thành áp thấp nhiệt đới số 4 vào sáng ngày 22 tháng 6, khi còn cách khoảng 1.395 mi (2.245 km) phía đông của Tiểu Antilles . Bất chấp các điều kiện khí quyển cận biên, áp thấp nhiệt đới đã mạnh lên thành Bão nhiệt đới Cindy vào đầu ngày hôm sau. Vào lúc 12:00 UTC ngày 24 tháng 6, sức gió liên tục của Cindy đã tăng lên 60 dặm/giờ (95 km/giờ). Nhưng sau ngày hôm đó và tiếp tục sang ngày hôm sau, cơn bão ngày càng yếu đi. Sau đó, lúc 06:00 UTC ngày 26 tháng 6, Cindy tan cách quần đảo Bắc Leeward khoảng 375 dặm (605 km) về phía bắc-đông bắc . 

### Bão Don
Một rãnh áp thấp hình thành trên trung tâm Đại Tây Dương vào ngày 11 tháng 7, ở phía đông-đông bắc Bermuda.  Mặc dù hệ thống vẫn nằm trong rãnh và không phát triển trường gió nhỏ gọn, nhưng một trung tâm hoàn lưu được xác định rõ ràng đã phát triển cùng với sự đối lưu sâu kéo dài vào đầu ngày 14 tháng 7, khiến NHC sớm phân loại nó là Bão cận nhiệt đới. buổi sáng.  Đối lưu sâu của Don giảm vào cuối ngày hôm đó,  và nó suy yếu thành một áp thấp cận nhiệt đới vào đầu ngày 16 tháng 7.  Ngày hôm sau, trong khi bắt đầu một vòng xoáy nghịch trên trung tâm Đại Tây Dương, nó bị một sườn núi chắn ngang hướng tới. phía bắc, hệ thống chuyển đổi thành một áp thấp nhiệt đới. Không lâu sau, Don được nâng cấp thành bão nhiệt đới dựa trên dữ liệu gió vệ tinh.  Vài ngày sau, khi đang di chuyển qua Dòng chảy Vịnh vào ngày 22 tháng 7, cơn bão nhanh chóng mạnh lên thành cơn cuồng phong đầu tiên của mùa.  Don duy trì ở mức tối thiểu là một cơn bão cấp 1 trong 12 giờ trước khi suy yếu thành một cơn bão nhiệt đới vào đầu ngày 23 tháng 7, khi cấu trúc của nó nhanh chóng xuống cấp khi nó di chuyển qua vùng nước ngày càng lạnh hơn ở phía bắc của Dòng chảy Vịnh.  Don tiếp tục suy yếu do nước lạnh và cắt vào ngày hôm sau, chuyển thành hậu xoáy thuận nhiệt đới vào ngày 24 tháng 7.

### Bão Idalia
Vào ngày 26 tháng 8, 33 hạt của Florida  đã được báo động tình trạng khẩn cấp (SOE -State of emergency) theo quyết định của Thống đốc Ron DeSantis. Hai ngày sau, thống đốc tuyên bố có thêm 13 quận, trong đó có một số quận ở Đông Bắc Florida bị đặt trong tình trạng khẩn cấp. Vào ngày 28 tháng 8, cảnh báo bão cuồng phong (hurricane warning) và nước dâng do bão (storm surge warning) đã được ban hành cho các vùng bờ biển phía Tây của bang. Idalia đã gây ra thiệt hại đáng kể trên khắp vùng Big Bend của Florida và vùng Đông Nam của Georgia. Hàng nghìn công trình kiến trúc bị hư hại hoặc phá hủy và 4 người thiệt mạng do các sự cố liên quan đến cơn bão ở hai bang. Các ước tính ban đầu đặt tổn thất được bảo hiểm ở mức 2,2–5 tỷ USD. Tàn dư của cơn bão đã tạo ra dòng chảy rút xa bờ nguy hiểm trên khắp miền Đông Hoa Kỳ trong Ngày lễ Lao động Cuối tuần, dẫn đến thêm ít nhất 5 người chết và nhiều chiến dịch cứu hộ, cứu nạn.

### Bão Lee
Áp thấp nhiệt đới thứ 13 của mùa bão được NHC xác nhận hình thành vào ngày 5 tháng 9. Chỉ 6 giờ sau khi hình thành, áp thấp nhiệt đới tiếp tục mạnh lên thành bão lúc 21:00 UTC ngày 5 tháng 9, với tên quốc tế là Lee. Trong 24 giờ tiếp theo, bão tiếp tục mạnh lên thành bão (cuồng phong) cấp 1. Điều kiện khí tượng trong vùng bão hoạt động vài ngày sau ngày càng thuận lợi như gió cắt nhẹ đến trung bình và có xu hướng giảm dần, nhiệt độ nước biển ấm và không khí khá ẩm xung quanh vùng bão dự kiến đi qua. Bão đạt sức gió cực đại lúc 09:00 UTC ngày 8 tháng 9, sức gió lúc đó là 145 kt (270 km/h), tương đương bão (cuồng phong) cấp 5. Sau khi đạt đỉnh, cơn bão suy yếu trong một khoảng thời gian do gió cắt vừa phải và không khí khô.

Ba trường hợp tử vong liên quan đến bão đã được xác nhận: một cậu bé vị thành niên 15 tuổi chết đuối ở bãi biển Fernandina, Florida ; một người đàn ông 50 tuổi chết ở Searsport, Maine, khi một cái cây đổ vào chiếc ô tô anh ta đang ngồi; và một người đàn ông 21 tuổi thiệt mạng ở Manasquan Inlet, New Jersey khi chiếc thuyền chở anh ta bị lật úp và chìm do sóng lớn.

### Bão Ophelia
Tình trạng khẩn cấp đã được ban bố ở Virginia, North Carolina và Maryland trước cơn bão. Cảnh sát biển Hoa Kỳ đã giải cứu 5 người trên một chiếc du thuyền đang neo đậu gần Cape Lookout , North Carolina do ảnh hưởng xấu của bão.  Nước lũ làm ngập các nơi sinh sống của cộng đồng và đường bộ dọc theo bờ biển Đại Tây Dương từ Bắc Carolina đến New Jersey. Nước dâng do bão cao nhất là 3,67 ft (1,12 m) so với mực nước biển tại Sewell's Point, Virginia. Gió bão tương đương sức gió của bão nhiệt đới vừa phải (từ 63–118 km/h) từ Ophelia làm đổ cây cối và đường dây điện, đồng thời gây ra thiệt hại về tài sản cục bộ. Gió giật trong cơn bão đạt tốc độ lên tới 83 mph (134 km/h) về phía đông nam của Bãi biển Wrightsville, Bắc Carolina.  Mưa lớn dọc theo bờ biển phía Đông, với lượng mưa 7,65 in (194 mm) ở Cape Carteret, Bắc Carolina; và 7,47 in (190 mm) ở bãi biển Haven, New Jersey.  Vào ngày 28–29 tháng 9, một vùng áp suất thấp đã hấp thụ tàn dư của Ophelia ở ngoài khơi, gây ra lũ quét nghiêm trọng ở khu vực đô thị New York.

## Mùa bão và tên bão

### Bảng thống kê
Đây là bảng của tất cả các cơn bão đã hình thành trong mùa bão năm 2023 ở Đại Tây Dương. Nó bao gồm tên, ngày tháng, sức gió, áp suất, khu vực đổ bộ, thiệt hại và số người chết được biểu thị bằng chữ in đậm. Cái chết trong ngoặc đơn thường là bổ sung hoặc gián tiếp (một ví dụ về cái chết gián tiếp là một tai nạn giao thông), nhưng vẫn sẽ liên quan đến cơn bão đó. Thiệt hại và tử vong bao gồm tổng số người bị tai nạn, sóng hoặc lũ lụt... và tất cả các con số thiệt hại là vào năm 2023 được tính bằng USD
| Thang bão Saffir–Simpson |     |    |    |    |    |    |
| ATNĐ                     | BNĐ | C1 | C2 | C3 | C4 | C5 |

| 01L              | 16-17 tháng 1              | Bão cận nhiệt đới | 70 (110) | 976  | New England, Atlantic Canada                                     | Không có      | Không có |  |
| Arlene           | 1-3 tháng 6                | Bão nhiệt đới     | 40 (65)  | 998  | Florida                                                          | Không có      | Không có |  |
| Bret             | 19-24 tháng 6              | Bão nhiệt đới     | 70 (110) | 996  | Đảo Windward, Quần đảo Leeward, Bắc Venezuela, Đông Bắc Colombia | Không đáng kể | Không có |  |
| Cindy            | 22-26 tháng 6              | Bão nhiệt đới     | 60 (95)  | 1001 | Không có                                                         | Không có      | Không có |  |
| Don              | 14-24 tháng 7              | Bão cấp 1         | 15 (120) | 998  | Không có                                                         | Không có      | Không có |  |
| Tổng hợp mùa bão |                            |                   |          |      |                                                                  |               |          |  |
| 5 XTNĐ           | 16 tháng 1 - Chưa kết thúc |                   | 70 (110) | 976  | '                                                                | Không đáng kể | Không có |  |

### Tên bão
Danh sách các tên sau đây sẽ được sử dụng cho các cơn bão được đặt tên hình thành ở Đại Tây Dương vào năm 2023.  Đây là cùng một danh sách được sử dụng trong mùa bão năm 2017, ngoại trừ Harold, Idalia, Margot và Nigel, lần lượt thay thế Harvey, Irma, Maria và Nate. Những cái tên đã bị loại bỏ, nếu có, sẽ được Tổ chức Khí tượng Thế giới công bố vào mùa xuân năm 2024. Những cái tên không bị loại bỏ khỏi danh sách này sẽ được sử dụng lại trong mùa bão năm 2029.
| - Arlene - Bret - Cindy - Don - Emily - Franklin - Gert | - Harold - Idalia - Jose - Katia - Lee - Margot - Nigel | - Ophelia - Philippe - Rina - Sean - Tammy - Vince (chưa sử dụng) - Whitney (chưa sử dụng) |